# CR2002FIFAワールドカップTMJ
CR 2002 FIFA WORLD CUP TMJとは2002年に奥村遊機から発売されたパチンコ機の名称。タイプは確率変動デジパチ。2002年に日韓共催で行われた2002 FIFAワールドカップの公式ライセンス商品であった。